# Pandiaka cylindrica
Pandiaka cylindrica är en amarantväxtart som beskrevs av Joseph Dalton Hooker, John Gilbert Baker och Charles Baron Clarke. Pandiaka cylindrica ingår i släktet Pandiaka och familjen amarantväxter. Inga underarter finns listade i Catalogue of Life.